# 福田克美
福田 克美（ふくだ かつみ、1914年8月1日 - 1987年8月28日）は、日本の実業家。日本ガイシ取締役社長や、同社取締役会長を務めた。

## 人物・経歴
岐阜県立本巣中学校（現岐阜県立本巣松陽高等学校）を経て、1936年東亜同文書院卒業、日本碍子入社。第一業務部次長を経て、1956年取締役に昇格。1962年常務取締役。1966年専務取締役。1969年取締役社長。1972年藍綬褒章受章。1977年取締役会長。1979年紺綬褒章受章。